# Charles Petiot
Pour les articles homonymes, voir Petiot.
Charles (Eugène, Jules) Petiot, né le 7 février 1908 à Besançon (Doubs) et mort exécuté le 25 août 1944 à Lons-le-Saunier (Jura), est un militaire et résistant français.
Sorti officier de l'École de Saint-Cyr, il rejoint les Forces françaises de l'intérieur dès l'armistice. Il est mis à mort pendant la Libération de Lons-le-Saunier, exécuté à 16 h en plein boulevard Léon Gambetta,,. Il est reconnu mort pour la France le 18 septembre 1945 et déporté-interné résistant, homologué au grade de capitaine FFI, récipiendaire à titre posthume de la Croix de la Légion d’honneur, de la Croix de guerre avec palme et de la médaille de la Résistance par décret du 23 juillet 1965, et cité à Notre-Dame de la Libération,.